# Magneetlink

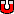

De magneetlink (magnet link) is een open standaard om bestanden te identificeren op basis van een (bijna-)unieke hash-waarde die gegenereerd is aan de hand van de inhoud. Dit is anders dan met bijvoorbeeld BitTorrent, welke bestanden identificeert op basis van de locatie. De bedoeling is deze bestanden te delen met andere gebruikers van peer-to-peer-computernetwerken.

## Voorbeeld

### mediawiki-1.15.1.tar.gz
```
magnet:?xt=urn:ed2k:354B15E68FB8F36D7CD88FF94116CDC1

&xl=10826029&dn=mediawiki-1.15.1.tar.gz
&xt=
urn:tree:tiger:7N5OAMRNGMSSEUE3ORHOKWN4WWIQ5X4EBOOTLJY

&xt=
urn:btih:QHQXPYWMACKDWKP47RRVIV7VOURXFE5Q

&tr=http%3A%2F%2Ftracker.example.org%2Fannounce.php%3Fuk%3D1111111111%26
&as=http%3A%2F%2Fdownload.wikimedia.org%2Fmediawiki%2F1.15%2Fmediawiki-1.15.1.tar.gz
&xs=http%3A%2F%2Fcache.example.org%2FXRX2PEFXOOEJFRVUCX6HMZMKS5TWG4K5
&xs=
https://web.archive.org/web/20211228160403/https://example.org/
```